# Bestuurlijke indeling van Zweden

Provincies

De bestuurlijke indeling van Zweden bestaat naast de centrale overheid uit drie bestuursniveaus, waarvan er twee territoriaal samenvallen.

## Provincies
Zweden kent als bestuurlijke eenheid de provincies (län). Dit is geen autonome bestuurslaag, maar zijn onderdeel van de centrale overheid. Een län wordt bestuurd door het provinciebestuur (Länsstyrelsen) met aan het hoofd een gouverneur (landshövding). Parallel aan deze structuur bestaat de landdag (landsting) met de landstingsfullmäktige, direct gekozen door de bevolking in de provincie en een landdagbestuur (landstingsstyrelse), bestaande uit landstingraden (landstingsråd). De landdag is verantwoordelijk voor de provinciale autonomie. 
De provincies zijn Blekinge län, Dalarnas län, Gävleborgs län, Gotlands län, Hallands län, Jämtlands län, Jönköpings län, Kalmar län, Kronobergs län, Norrbottens län, Örebro län, Östergötlands län, Skåne län, Södermanlands län, Stockholms län, Uppsala län, Värmlands län, Västerbottens län, Västernorrlands län, Västmanlands län en Västra Götalands län.

## Gemeenten
Zweden heeft op het lokale niveau 290 gemeenten (kommun). Iedere gemeente heeft een gekozen gemeenteraad die beslissingen neemt over gemeentelijke aangelegenheden. De raad benoemt een gemeentebestuur.
De verkiezingen worden op alle niveaus gelijktijdig gehouden. Het volksvertegenwoordigende orgaan in de gemeenten wordt kommunfullmäktige genoemd. Het uitvoerende orgaan wordt kommunstyrelse genoemd.  
Blekinge län · Dalarnas län · Gävleborgs län · Gotlands län · Hallands län · Jämtlands län · Jönköpings län · Kalmar län · Kronobergs län · Norrbottens län · Örebro län · Östergötlands län · Skåne län · Södermanlands län · Stockholms län · Uppsala län · Värmlands län · Västerbottens län · Västernorrlands län · Västmanlands län · Västra Götalands län